# Inchcolm
Inchcolm (in lingua gaelica scozzese: Innis Choluim - "Isola di san Colombano") è un'isola situata sul Firth of Forth, ad est di Forth Bridge, a sud di Aberdour (regione di Fife) e a nord di Edimburgo, in Scozia.

## Storia
L'interesse principale di quest'isola risiede nella presenza dell'abbazia di Inchcolm, fondata dagli agostiniani, che rappresenta la costruzione monastica scozzese meglio conservata. In precedenza e forse a causa della sua dedica a san Colombano, era talvolta soprannominata la "Iona d'Oriente".
L'isola esiste un monumento di pietra chiamato hogback (conservato con altri in pietra nel centro visitatori del monastero), che parrebbe il più antico (fine del X secolo?) monumento dell'isola, risalente alla presenza dei danesi del nord in Inghilterra. Secondo una fonte medievale, questo monumento una volta era sormontato da una croce.
L'isola può essere suddivisa in tre parti: la parte orientale, dove sono vennero realizzate fortificazioni durante la seconda guerra mondiale, la parte inferiore dell 'isola, situata al centro, con un piccolo porto naturale e negozi, e la parte occidentale, che ospita una grande colonia di gabbiani.

## Difese militari
Durante la prima e la seconda guerra mondiale, Inchcolm fu oggetto di lavori di fortificazione. In aggiunta ad una batteria di mitragliatrici, la 576 Cornwall Works Company costruì un tunnel sotto una collina nella parte orientale dell'isola. Il tunnel venne realizzato nel periodo 1916 -1917.

## Turismo
Si può raggiungere Inchcolm, grazie ad un traghetto, da South Queensferry.